# محمد حسین (بازیکن فوتبال، زاده ۱۹۷۹)
محمد حسین (انگلیسی: Mohamed Hussain؛ زادهٔ ۱۲ اکتبر ۱۹۷۹) بازیکن فوتبال اهل مالدیو بود.
وی همچنین در تیم ملی فوتبال مالدیو بازی کرده است.